# 摩泽尔河畔米尔海姆
摩泽尔河畔米尔海姆（德語：Mülheim an der Mosel，發音：[ˈmyːlhaɪm ʔan deːɐ̯ ˈmoːzl̩]）是德国莱茵兰-普法尔茨州贝恩卡斯特尔-维特利希县的市镇，面积4.92平方千米，2023年12月31日人口为978人。